# Georges de Hesse-Darmstadt
Titres
Prétendant au trône de Hesse-Darmstadt
9 octobre 1937 – 16 novembre 1937
 (1 mois et 7 jours)
Grand-duc héréditaire de Hesse-Darmstadt
8 novembre 1906 – 12 novembre 1918
 (12 ans et 4 jours)
Georges-Donatus de Hesse-Darmstadt (en allemand : Georg Donatus von Hessen-Darmstadt) est né le 8 novembre 1906 à Darmstadt, dans le grand-duché de Hesse, en Allemagne, et mort accidentellement le 16 novembre 1937 à Ostende, en Belgique, sur le vol de la Sabena OO-AUB. Dernier grand-duc héréditaire de Hesse, il est prétendant au trône du 9 octobre 1937 à sa mort.

## Famille
Georges-Donatus est le fils du grand-duc Ernest-Louis de Hesse-Darmstadt (1868-1937) et de sa seconde épouse la princesse Éléonore de Solms-Hohensolms-Lich (1871-1937). Par son père, il est donc le petit-fils du grand-duc Louis IV de Hesse-Darmstadt (1837-1892) et de la princesse Alice du Royaume-Uni (1843-1878) tandis que, par sa mère, il descend du prince Hermann de Solms-Hohensolms-Lich (de) (1838-1899) et de la comtesse Agnès de Stolberg-Wernigerode (d) (1842-1904).
Le 2 février 1931, Georges-Donatus épouse la princesse Cécile de Grèce (1911-1937), fille du prince André de Grèce et d'Alice de Battenberg et sœur du prince Philip Mountbatten, futur époux de la reine Élisabeth II.
De cette union naissent quatre enfants, tous décédés avant leur majorité, dont trois avec leurs parents :
- Louis (1931-1937), décédé sur le vol de la Sabena OO-AUB Ostende ;
- Alexandre (1933-1937), décédé sur le vol de la Sabena OO-AUB Ostende ;
- Jeanne (1936-1939), décédée d'une méningite ;
- un fils mort-né, nommé par convention N. de Hesse-Darmstadt (1937), lors du vol de la Sabena OO-AUB Ostende.

## Biographie
Son père, le grand-duc artiste Ernest-Louis, avait abdiqué en 1918. Malgré tout populaire, il avait été autorisé à demeurer dans ses ex-États. Cet homme, marqué par le destin tragique de ses proches, s'éteint le 9 octobre 1937 alors que le mariage de son fils cadet, Louis, était prévu pour le mois suivant. En effet, ce dernier devait épouser à Londres Margaret Campbell Geddes.
Le 16 novembre 1937, un JU-52 décolle de Darmstadt avec, à son bord, Georges-Donatus de Hesse-Darmstadt, son épouse, née Cécile de Grèce, enceinte de son quatrième enfant, leurs deux jeunes fils Alexandre et Louis, la grande-duchesse douairière, née Éléonore de Solms-Hohensolms-Lich (seconde épouse de Ernest Louis de Hesse-Darmstadt), la nurse des enfants, un ami de la famille, le pilote et deux membres d'équipage.
L'avion du vol de la Sabena OO-AUB heurte une cheminée, près d'Ostende, en Belgique, prend feu et s'écrase. Tous les passagers sont tués. L'accouchement de la princesse Cécile ayant commencé pendant le voyage, les restes du fœtus (un garçon, nommé par convention N. de Hesse-Darmstadt) sont retrouvés parmi les victimes.
Les funérailles ont lieu à Darmstadt.
La petite Jeanne de Hesse-Darmstadt, qui, en raison de son très jeune âge, n'était pas du voyage, est la seule survivante de la famille et est adoptée par son oncle Louis et sa tante par alliance la princesse Margaret, mais elle meurt le 14 juin 1939 d'une méningite.